# João Franco
João Franco Ferreira Pinto Castelo-Branco (Fundão, 14 febbraio 1855 – Anadia, 4 aprile 1929) è stato un politico portoghese.

## Biografia

### I primi anni
Figlio di Frederico Carlos Ferreira Franco Freire (16 gennaio 1829 – 1909), nobile della Casa Reale, e di sua moglie Luísa Henriqueta Pinto Correia da Costa Castelo-Branco (1835–1893), João studiò all'Università di Coimbra, ove si diplomò nel 1875.

### La carriera
Entrando nella carriera amministrativa, fu in grado di porsi in competizioni pubbliche per diverse posizioni tra cui avvocato nelle comarche reali di Sátão, Baião, Alcobaça e Lisbona (gennaio 1877 - gennaio 1885); uditore di corte per la legazione delle tasse (1886). Franco aveva ottime doti oratorie e sapeva scrivere bene per il tempo, il che gli consentì di ottenere vantaggi nella vita pubblica, partecipando a dibattiti e querelle giornalistiche. Egli era ricco, aveva ottimi contatti in società, era apprezzato e informato nel commercio e vantava molti amici nell'élite liberale dell'epoca.
Venne eletto deputato per la prima volta nel 1884 per la costituente di Guimarães, rimanendo in questa posizione sin quando le cortes contraddissero la volontà del suo elettorato. Dal momento che la posizione di delegato e deputato erano incompatibili, egli optò per rimanere nella legislatura, perdendo i suoi diritti come magistrato. Poco dopo la sua elezione il conflitto tra Braga e Guimarães scoppiò, ed egli dedicò i propri sforzi a supportare i residenti di Guimarães, che lo avevano supportato alle elezioni. Il conflitto perdurò per un anno, e durante questo periodo egli ebbe modo di esibire il suo talento di giurista a favore di Guimarães, ricevendo ulteriori simpatie dai suoi elettori. Durante la legislatua del 1887, fece diversi discorsi in campo politico, amministrativo, economico e finanziario, tra cui quelli relativi ai porti di Lisbona e Leixoes, scontrandosi spesso coi membri del partito progressista tra il 1886 ed il 1889, ed il suo nome venne associato al partito rigeneratore.

### Ministro
Il 14 gennaio 1890, venne prescelto dal consiglio della corona per affidargli il portafoglio delle finanze, durante il governo presieduto da António de Serpa Pimentel, che aveva sostituito il gabinetto progressista di José Luciano de Castro. Alla fine degli otto mesi di governo, il 12 ottobre 1890, Pimental cadde e con lui il suo gabinetto, come risultato dello status delle finanze nazionali, il che portò ad accese discussioni anche nel governo. Nel 1891, dopo la caduta del ministero progressista, salì al governo un gabinetto presieduto dal generale João Crisóstomo de Abreu e Sousa e dai Rigeneratori. In quel tempo a Franco venne affidata la gestione dei Lavori Pubblici (21 maggio 1891 - 14 gennaio 1892). Fu durante questo periodo che vennero portate avanti sotto la sua supervisione molte riforme istituzionali, industriali e agriculturali che furono necessarie per la ripresa dell'industria e dell'economia. Tra queste leggi vi fu la presentazione di un disegno di legge per la creazione di nuove industrie che però non venne mai adottato (a causa della caduta del governo) ma che vennero promulgate per decreto nel 1892. Incline al protezionismo, Franco si allineò con gli altri protezionisti nel 1892, collaborando con loro e col ministro delle finanze Oliveira Martins, durante il suo ruolo di presidente della commissione finanze. Fu durante la sua presidenza che la ferrovia Beira Baixa venne inaugurata con la visita di re Carlo e della regina Amelia nella loro prima uscita pubblica come monarchi nelle province settentrionali. Dal luglio 1891 sino al 16 novembre di quell'anno, Franco occupò anche l'incarico di ministro della pubblica istruzione e delle belle arti.
Tra il febbraio del 1893 ed il 1897 gestì le finanze del regno. In quel tempo riformò la scuola secondaria, il codice amministrativo (1896), la legge elettorale, limitò il numero di lavoratori pubblici nei municipi, regolò l'inquinamento del mare, emise delle leggi contro gli anarchici e reintrodusse i distretti municipali e le comarche. Queste ed altre misure, assieme agli atti di forza come la soppressione delle Associações Comercial (Associazioni Commerciali) e delle Associações dos Lojistas de Lisboa (Associazioni dei Possidenti di Lisbona), assieme all'ordine di espellere il capobanda dei repubblicani, Salmeron, provocarono accese discussioni e posero l'attenzione internazionale sul Portogallo. Franco raddoppiò dal canto suo gli sforzi per porre fine all'anarchia che riteneva una delle cause contro l'ordine pubblico.
Nel luglio del 1900, durante il nuovo governo dei rigeneratori, Franco non ottenne alcun ministero; a quel tempo la politica e le relazioni personali tra Hintze Ribeiro, capo del partito, e Franco, membro del gabinetto, non erano cordiali. La stampa scriveva già che una rottura appariva inevitabile ma le opinioni a tal proposito erano differenti. Una scissione si ebbe durante una sessione parlamentare del 13 febbraio 1901: João Franco tenne un discorso sulla politica di tassazione che non piacque al governo e vi indicò la sua aperta opposizione. Il 14 maggio, il deputato Malheiro Reimão attaccò pesantemente la politica di tassazione e quello stesso giorno rincarò la dose anche João Franco, che sottolineò ancora una volta le ragioni per cui vi si opponeva. Questi dibattiti portarono alla dissoluzione della camera elettiva, il che fu un'azione controversa da parte del governo. Il governo dunque revocò la legge elettorale e la sostituì (8 agosto 1901) con una legge comprensiva che portò subito alle elezioni generali che portarono alla ribalta Franco.
Questo fatto rafforzò la rottura per la creazione di un nuovo partito, quello dei Rigeneratori Liberali comunemente chiamati "franchisti" dal nome del loro nuovo leader politico. Cinque anni più tardi, l'amministrazione del paese era divenuta apertamente partitista ed i franchisti dal canto loro avevano ottenuto diversi consensi. La concessione per il tabacco e altre questioni, galvanizzarono l'opinione pubblica ed i due principali politici, progressisti e rigeneratori, non furono in grado di mantenere i loro sostenitori, lasciando spazio agli emergenti.

### Primo ministro

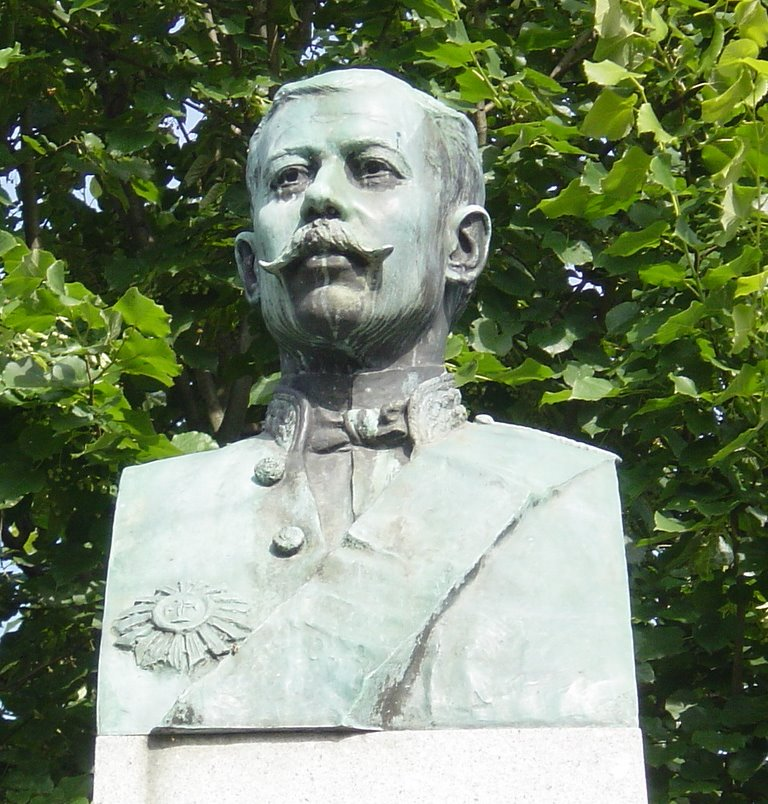
Il busto di João Franco, a Guimarães, nella piazza a lui dedicata

Nel maggio del 1906, stanco di continue politicizzazioni, il re chiese a João Franco di formare un nuovo governo: esso era composto da João Franco, come presidente del consiglio del regno; Ernesto Driesel Schroeter alle finanze; Luís Cipriano Coelho de Magalhães agli affari esteri; Aires de Ornelas e Vasconcelos come ministro della marina; António Carlos Coelho de Vasconcelos Porto come ministro della guerra; José de Abreu do Couto Amorim Novais alla giustizia e José Malheiro Reimão ai Lavori Pubblici. Il nuovo programma di governo presentato prevedeva tre punti essenziali: leggi sui conti pubblici, responsabilità dei ministri e dei ministeri, repressione dell'anarchia.
Durante la sessione parlamentare del 20 novembre 1906, il suo ministero espulse dal parlamento diversi deputati repubblicani tra cui Afonso Costa e Alexandre Braga per l'eccessivo zelo alla loro causa. Durante l'intera sessione legislativa João Franco fece molto uso della propria oratoria contro i membri dei partiti di opposizione. Col decreto emesso il 16 luglio 1906, egli ricevette la Gran Croce dell'Ordine della Torre e della Spada per i servizi prestati alla corona del Portogallo.
Con il proseguire dei movimenti repubblicani dissidenti, dal 1907 Franco stabilì un governo autoritario assumendo poteri dittatoriali col consenso del sovrano. Durante il suo governo, il 1º febbraio 1908, avvenne il regicidio che a Lisbona uccise re Carlo I del Portogallo ed il suo primogenito ed erede Luigi Filippo di Braganza. Franco venne costretto a dimettersi poco dopo i tragici accadimenti, quando Francisco Ferreira do Amaral, capo dell'opposizione, lo accusò di non aver svolto correttamente la vigilanza sull'accaduto.